# میرچا سنگور
میرچا سنگور (مولداویایی: Mircea Snegur؛ زادهٔ ۱۷ ژانویهٔ ۱۹۴۰ – درگذشتهٔ ۱۳ سپتامبر ۲۰۲۳) یک سیاستمدار اهل مولداوی بود که از ۳ سپتامبر ۱۹۹۰ تا ۱۵ ژانویه ۱۹۹۷ رئیس‌جمهور مولداوی بود.
میرچا سنگور در ۱۳ سپتامبر ۲۰۲۳، در سن ۸۳ سالگی بر اثر بیماری سرطان درگذشت.